# 동부동 (용인시)
동부동(東部洞)은 용인시 처인구 중앙에 위치한 행정동이다. 옛 용인읍, 즉 시가지의 동쪽부분에 있다 하여 동부동이라는 이름으로 지어졌다. 4개의 법정동(마평동, 운학동, 호동, 해곡동)을 관할하고 있다.

## 연혁
- 조선시대 : 충주부 용인군 수여면의 일부와 충주부 양지군 주서면의 일부
- 1914년 : 용인군 수여면 마평리, 운학리, 호리, 해곡리로 조정.(통폐합 당시)
- 1938년 : 수여면이 용인면으로 개칭.
- 1979년 : 용인면이 용인읍으로 승격.
- 1996년 : 용인읍을 폐지하고 동부동 신설.

## 아파트
| 단지명            | 건설사       | 시행사       | 주소                       | 입주       | 비고     |
| ----------------- | ------------ | ------------ | -------------------------- | ---------- | -------- |
| 푸른마을 용인자이 | ㈜지에스건설 | ㈜마이더스   | 처인구 금학로 520 (마평동) | 2006년 3월 |          |
| 마평주공          | ㈜동성건설   | 대한주택공사 | 처인구 고림로 22 (마평동)  | 2004년 9월 | 국민임대 |

## 법정동
- 마평동(麻坪洞)
- 운학동(雲鶴洞)
- 호동(虎洞)
- 해곡동(海谷洞)

## 교통 시설
- 국도 제42호선이 동부동 중앙을 관통한다.  국도 제45호선가 동 서부를 지나간다. 국가지원지방도 제57호선과 국가지원지방도 제98호선이 지나간다.